# Young Thug
Jeffery Lamar Williams II (født 16. august, 1991), kendt under sit kunstnernavn Young Thug (retroaktivt brugt som backronym for Truly Humble Under God), er en amerikansk rapper. Han er kendt for sin excentriske vokalstil og mode, og han bliver betragtet som en indflydelsesrig person i moderne hiphop og trap og en pionér inden for mumble rap-genren. Williams påbegyndte sin musikkarriere i 2021 og udgave en række mixtape startende med I Came from Nothing. I 2013 skrev han kontrakt 1017 Records, der er grundlagt i Gucci Mane og fik yderligere omtalt og succes med sit mixtape med titlen 1017 Thug, der blev udgivet i samme år.
Han opnåede bred succes med singlerne "Stoner" og "Danny Glover" i 2014, samt gæsteoptræden på en række andre kunstneres singler som bl.a. T.I.'s "About the Money", Tygas "Hookah" og Rich Gangs "Lifestyle". Samme år udgav han et mixtape med Rich Gang med titlen Rich Gang: Tha Tour Pt. 1, og han skrev kontrakt med 300 Entertainment, et underselskab under Atlantic Records. I 2015 udgav han en række kritikerroste mixtapes; Barter 6 og to mixtapes i Slime Season-serien. I 2016 fortsatte hans succes med de kommercielt succesfulde mixtapes I'm Up, Slime Season 3 og Jeffery. I 2017 gæsteoptrådte Williams på hittet t "Havana" af sangeren Camila Cabello, der blev hans første førsteplads på Billboard Hot 100. Det efterfølgende år vandt han Grammy Award for Song of the Year for sine bidrag til Childish Gambinos "This Is America".
Udover sin solokarriere har han udgivet to opsamlingsalbum på sit eget pladeselskab YSL Records: Slime Language (2018) og Slime Language 2 (2021) med stor succes; sidstnævnte debuterede på toppen af Billboard 200.

## Diskografi
- So Much Fun (2019)
- Punk (2021)
- Business Is Business (2023)

## Priser og nomineringer
| År   | Pris                       | Kategori                                               | Nomineret værk                                     | Resultat  |
| ---- | -------------------------- | ------------------------------------------------------ | -------------------------------------------------- | --------- |
| 2014 | BET Hip Hop Awards         | Who Blew Up                                            | Sig selv                                           | Nomineret |
| 2014 | BET Hip Hop Awards         | Made-You-Look Award (Best Hip-Hop Style)               | Sig selv                                           | Nomineret |
| 2014 | BET Hip Hop Awards         | Best Club Banger                                       | "Stoner"                                           | Nomineret |
| 2015 | BET Awards                 | Coca-Cola Viewers' Choice Award                        | "Throw Sum Mo" (with Rae Sremmurd and Nicki Minaj) | Nomineret |
| 2017 | MTV Video Music Award      | Best Editing                                           | "Wyclef Jean"                                      | Vundet    |
| 2017 | UK Music Video Awards      | Video of the Year                                      | "Wyclef Jean"                                      | Vundet    |
| 2017 | UK Music Video Awards      | Best Urban Video                                       | "Wyclef Jean"                                      | Vundet    |
| 2017 | UK Music Video Awards      | Best Editing in a Video                                | "Wyclef Jean"                                      | Vundet    |
| 2017 | UK Music Video Awards      | Vevo Must See Award                                    | "Wyclef Jean"                                      | Nomineret |
| 2017 | UK Music Video Awards      | Best Production Design in a Video                      | "Homie"                                            | Nomineret |
| 2018 | MTV Video Music Award      | Video of the Year                                      | "Havana" (with Camila Cabello)                     | Vundet    |
| 2018 | MTV Video Music Award      | Song of the Year                                       | "Havana" (with Camila Cabello)                     | Nomineret |
| 2018 | MTV Video Music Award      | Best Pop Video                                         | "Havana" (with Camila Cabello)                     | Nomineret |
| 2018 | MTV Video Music Award      | Best Choreography                                      | "Havana" (with Camila Cabello)                     | Nomineret |
| 2018 | American Music Awards      | Collaboration of the Year                              | "Havana" (with Camila Cabello)                     | Vundet    |
| 2018 | American Music Awards      | Video of the Year                                      | "Havana" (with Camila Cabello)                     | Vundet    |
| 2018 | American Music Awards      | Favorite Pop/Rock Song                                 | "Havana" (with Camila Cabello)                     | Vundet    |
| 2018 | iHeartRadio Titanium Award | 1 Billion Total Audience Spins on iHeartRadio Stations | "Havana" (with Camila Cabello)                     | Vundet    |
| 2019 | Grammy Awards              | Song of the Year                                       | "This Is America" (with Childish Gambino)          | Vundet    |
| 2019 | MTV Video Music Awards     | Song of the Summer                                     | "Goodbyes" (with Post Malone)                      | Nomineret |
| 2019 | MTV Video Music Awards     | Song of the Summer                                     | "The London" (with J. Cole and Travis Scott)       | Nomineret |
| 2020 | Grammy Awards              | Best Rap/Sung Performance                              | "The London" (with J. Cole and Travis Scott)       | Nomineret |
| 2021 | iHeartRadio Music Awards   | R&B Song of the Year                                   | "Go Crazy" (with Chris Brown)                      | Vundet    |
| 2022 | Grammy Awards              | Album Of The Year                                      | Planet Her (as a featured artist)                  | Nomineret |
| 2022 | Grammy Awards              | Album Of The Year                                      | Donda (as a featured artist)                       | Nomineret |
| 2023 | Grammy Awards              | Best Rap Performance                                   | "Pushin P" (with Gunna and Future)                 | Nomineret |
| 2023 | Grammy Awards              | Best Rap Song                                          | "Pushin P" (with Gunna and Future)                 | Nomineret |